# Catasticta theresa
Catasticta theresa är en fjärilsart som beskrevs av Butler och Druce 1874. Catasticta theresa ingår i släktet Catasticta och familjen vitfjärilar.
Artens utbredningsområde är Costa Rica. Inga underarter finns listade i Catalogue of Life.